# カール・テオドール (バイエルン選帝侯)
カール・フィリップ・テオドール（ドイツ語: Karl Philipp Theodor, 1724年12月12日 - 1799年2月16日）は、プファルツ選帝侯（在位：1742年 - 1777年）、後にプファルツ・バイエルン選帝侯（在位：1777年 - 1799年）。カール2世フィリップ・テオドール（独: Karl II. Philipp Theodor）とも。ライン宮中伯（プファルツ選帝侯、1777年以降は選帝権を喪失）としてはカール4世フィリップ・テオドール（独: Karl IV. Philipp Theodor）。
ヴィッテルスバッハ家は14世紀以降バイエルン系（ルートヴィヒ4世が祖）とプファルツ系（ルドルフ1世が祖）に家系が分かれていたが、プファルツ系のカール・テオドールがバイエルン選帝侯を継承したことで統合された。

## 生涯
カール・テオドールはブリュッセル近郊のドロヘンボスで生まれ、マンハイムで育った。父はプファルツ系ヴィッテルスバッハ家傍系ズルツバッハ家のヨハン・クリスティアン、母はベルヘン・オプ・ゾーム辺境女伯マリー・アンリエット・ド・ラ・トゥール・ドーヴェルニュである。1742年、父方の従姉マリア・エリーザベト・アロイス・アウグステ（1721年 - 1794年）と結婚し、1743年にプファルツ選帝侯を継承した。1742年12月31日に死去した前選帝侯カール3世フィリップには男子がなく、エリーザベトは最年長の孫だった。カール・テオドール自身は祖父テオドール・オイスタッハがカール3世フィリップの又従兄という関係にあった。
プファルツ選帝侯時代のカール・テオドールは、宮廷のあったマンハイムに科学アカデミーを設立したり、宮廷楽団をヨーロッパ屈指の規模と実力を誇るものにするなど、文化や学芸の振興に熱心であった。また、ハイデルベルクに橋や門を建設したり、デュッセルドルフにベンラート城を建設したりもしている。
1777年、バイエルン選帝侯マクシミリアン3世ヨーゼフが死去し、バイエルン系ヴィッテルスバッハ家が断絶した。カール・テオドールがバイエルン選帝侯を継承することとなったが、彼はバイエルンに執着しなかったため、オーストリア軍のバイエルン侵入を許した上で、バイエルンとオーストリア領ネーデルラント（現在のベルギー、ルクセンブルク）を交換しようという神聖ローマ皇帝ヨーゼフ2世の提案に応じた。しかしこれには妃の甥で分家筋のプファルツ=ツヴァイブリュッケン公カール2世アウグストが反対し、更にプロイセン王フリードリヒ2世が介入する事態となって、バイエルン継承戦争へと発展した。結局領地交換は成立せず、カール・テオドールの宮廷はミュンヘンに移ったものの、バイエルンの統治には不熱心だった。
フランス革命軍が1795年にプファルツへ侵入し、1796年にバイエルンに迫った時、カール・テオドールは皇帝フランツ2世に支援を求めたが、見返りにバイエルンが実質的にオーストリアの属国となるのも容認した。そのため、カール・テオドールはバイエルンの君主としては人気がなく、1799年にミュンヘンで卒中のため死去した際、ミュンヘン市民は数日間それを祝ったという。
カール・テオドールは最初の妃エリーザベトとの間に存命の子供がなく、ハプスブルク家から後妻に迎えたマリア・レオポルディーネとも子供を儲けることがなかった。カール・テオドールの死後、選帝侯位はエリーザベトの妹の息子であるプファルツ=ツヴァイブリュッケン公マクシミリアン・ヨーゼフ（カール2世アウグストの弟）が継承した。フランス革命戦争とナポレオン戦争の過程でプファルツは一時失ったものの、プファルツ・バイエルン選帝侯領は領土を拡大してバイエルン王国となり、マクシミリアン・ヨーゼフは初代バイエルン国王となった。